# Shenlan S05
Shenlan S05 — среднеразмерный гибридный кроссовер и электромобиль на его базе, выпускаемые с мая 2024 года китайской компанией Changan под брендом NEV.

## История и описание модели
В мае 2024 года китайский бренд Deepal представил S05, который в иерархии расположен ниже S7. Высоко расположенные фары обогатили дополнительные сегменты освещения в бампере, а задняя часть кузова, в свою очередь, увенчалась световой полосой. Линия стёкол была проложена высоко, а прямо под ней были выдвижные дверные ручки.

### Продажи
Как и ранее представленные модели марки Deepal (SL03, S7 и G318), так и S05 был создан в основном для внутреннего китайского рынка. Начало продаж намечено на третий квартал 2024 года.

### Технические характеристики
Базовый вариант Deepal S05 оснащён электродвигателем мощностью 235 л. с. Гибридная силовая установка включает в себя 1,5-литровый бензиновый двигатель мощностью 96 л. с. и электродвигатель мощностью 214 л. с.